# التطور عند الأحمدية
تُعدُّ الجماعة الأحمدية[ ؟ ] إحدى فرق الإسلام التي تقبل من حيث المبدأ عملية التطور وبأنها خاضعة للإرادة الإلهية، وتروج كثيرا لهذا المبدأ. وقد أصدرت الجماعة على مدى عقود عديدة منشورات متنوعة داعمة للمبدأ العلمي من وراء عملية التطور وبينت مرارا كيف أن النصوص الدينية تدعم هذا المبدأ.

## آراؤهم فينظرية الخلقوالتصميم الذكي
لا يتمسك الأحمديون بحرفية النصوص القرآنية والتوراتية المتعلقة بالخلق، بل يحملون بعضها على المجاز[ ؟ ]. كما أن نماذج «التصميم الذكي» مرفوضة عندهم بالإضافة إلى بعض المفاهيم الإسلامية المتعلقة بنظرية الخلق التي تُسلّم بها بعض الهيئات الإسلامية الحديثة. وبدلا من ذلك، يقدمون مبدأ «التطور الموجّه» (الذي يشبه أو يماثل عقيدة التطور الإلهي أو الخلق التطوّري المُتبناة من قبل معظم المسيحيين الليبراليين وآخرين) والتي تُقدّم على أنها مدعّمة ببراهين من النصوص الدينية والعلمية على حدٍ سواء.
يفضل الأحمديون وجهة النظر القائلة بأن الجنس البشري نشأ من الأرض خلال فترة زمنية طويلة. وينص القرآن أن الإنسان خلق من التراب من خلال عملية تطورية تدريجية كما في الآيات التالية:
وَقَدْ خَلَقَكُمْ أَطْوَارًا (15) أَلَمْ تَرَوْا كَيْفَ خَلَقَ اللَّهُ سَبْعَ سَمَوَاتٍ طِبَاقًا (16) وَجَعَلَ الْقَمَرَ فِيهِنَّ نُورًا وَجَعَلَ الشَّمْسَ سِرَاجًا (17) وَاللَّهُ أَنْبَتَكُمْ مِنَ الْأَرْضِ نَبَاتًا (نوح: 15-18)

توضح هذه الآيات أن الجنس البشري هو ذروة عملية تطورية تدريجية وأنه من الخطأ القول (كما تقترح «الخلقيّة creationism» و«التصميم الذكي intelligent design» أن الله أنشأ الإنسان فجأة في لحظة واحدة. ومع أن الأحمديين يقبلون مبدأ التطور إلا أنهم لا يقبلون نظرية داروين في التطور بكافة تفاصيلها.

## آدموحواء
كذلك يرفض الأحمديون عقيدة الخلقيين القائلة بأن آدم هو أول إنسان على الأرض، ويدعون بأنه كان أول نبي. ويدعم ذلك الآية القرآنية التي تشير إلى تعيين خليفة لله في الأرض وليس إلى خلق جنس جديد:
وَإِذْ قَالَ رَبُّكَ لِلْمَلائِكَةِ إِنِّي جَاعِلٌ فِي الأَرْضِ خَلِيفَةً قَالُواْ أَتَجْعَلُ فِيهَا مَن يُفْسِدُ فِيهَا وَيَسْفِكُ الدِّمَاء وَنَحْنُ نُسَبِّحُ بِحَمْدِكَ وَنُقَدِّسُ لَكَ قَالَ إِنِّي أَعْلَمُ مَا لاَ تَعْلَمُونَ (البقرة: 30)
والحجة المنطقية التي يقدمها الأحمديون هنا أنه ما كان للملائكة أن تتساءل عن استخلاف الإنسان إلا لأنها قد شهدت سلفا الفساد وسفك الدماء بين البشر الموجودين أصلا.
ويرى الأحمديون أن قصة آدم وحواء كما وردت في الكتاب المقدس ما هي إلا رواية قصة دينية ولا تمثل تاريخ الجنس البشري بأكمله.
يوضح الباحث الأحمدي بلال خالد في بحثه «الخطيئة الأولى»:
«عندما بلغت قدرات الإنسان العقلية مرحلة تطورها الكامل، أوحى الله إلى أكمل إنسان في ذلك الجيل؛ أي إلى آدم عليه السلام. وباختصار، يعلم القرآن الكريم كيف أن خلق الإنسان المادي وتطوره هما حصيلة عملية تطورية وكذلك تطوره العقلي. فآدم عليه السلام لم يكن أول البشر بل كان أول إنسان امتلك عقله القدرة على تلقي الوحي وحمْل مسئوليته.»

## التطور الموجه
وبدلاً من تبني النظرية الداروينية في الانتقاء الطبيعي غير الموجّه، يُرَوّج الأحمدييون فرضية «التطور الموجّه» وأنها جزء من التصميم الإلهي المتدرّج. لذا ينكرون أن يكون الانتقاء الطبيعي قد حصل بمحض الصدفة، أو ببقاء الأصلح فقط، ويرون أن كل مرحلة من العملية التطورية هي مرحلة منتقاة ومحبوكة حبكا متواصلا ببالغ الدقة والتعقيد من قبل خالق واحد هو الله.
بالإضافة إلى ذلك، يدعّم الأحمديون بالنظريات العلمية والنصوص القرآنية رأيهم القائل بأن مراحل الحياة على الأرض بدأت من نقطة واحدة من الأنواع (الجراثيم[ ؟ ]) مع خليط من الماء ومادة لزجة شبيهة بالطين. وما بين منشأ هذه العضوية الواحدة إلى آدم أول نبي (وفق رأي الأحمدية) عمليةٌ تطورية تدريجية حدثت على مراحل متعددة (لاين)، ويختلف زمن كل مرحلة ليبلغ أحيانا بلايين السنين.

يرى أنصار الفكر الأحمدي أن فكرة الانتقاء الطبيعي غير الموجه لا تقدم تفسيرا مناسبا لكيفية تطور العديد من الأنواع من الأشكال الدنيا إلى الأشكال العليا بالاعتماد حصراً على حدوث طفرات عشوائية في المجمع الجيني أو استجابة لعوامل بيئية فقط. وقد فصّل ميرزا طاهر أحمد ، الإمام السابق للجماعة الأحمدية، في كتابه «الوحي، العقلانية، المعرفة والحقيقة» (المنشور عام 1998)، آلية التطور المعقدة وقدمها على أنها تدور كلعبة إستراتيجية مثل الشطرنج أكثر من كونها لعبة نرد؛ لذا فإن العمليات التطورية لايمكن إلا أن تكون قد وُجِّهت من قبل ذات عليا أكثر ذكاءً (الله).

## خلق الكون
يتبنى الأحمديون، مثل الواقعية التوحيدية للواقعية التوحيدية والمفكرين الإسلاميين المعاصرين، مقاربة علمية كونية لشرح تشكل الكون الذي بدأ بالانفجار العظيم، ويظهرون كيفية ارتباط هذه النظريات بالنصوص القرآنية.
وعلى سبيل المثال تبين بعض الآيات التالية موافقة بعض المفاهيم العلمية الحديثة للنصوص الدينية:
أَوَلَمْ يَرَ الَّذِينَ كَفَرُوا أَنَّ السَّمَاوَاتِ وَالأَرْضَ كَانَتَا رَتْقًا فَفَتَقْنَاهُمَا وَجَعَلْنَا مِنَ الْمَاء كُلَّ شَيْءٍ حَيٍّ أَفَلا يُؤْمِنُونَ (الأنبياء: 30)

## نظرية الانفجار العظيم وأصل الحياة من الماء
أَوَلَمْ يَرَ الَّذِينَ كَفَرُوا أَنَّ السَّمَاوَاتِ وَالأَرْضَ كَانَتَا رَتْقًا فَفَتَقْنَاهُمَا وَجَعَلْنَا مِنَ الْمَاء كُلَّ شَيْءٍ حَيٍّ أَفَلا يُؤْمِنُونَ (لأنبياء: 30)

## الأصل السديمي للأرض
ثُمَّ اسْتَوَى إِلَى السَّمَاءِ وَهِيَ دُخَانٌ فَقَالَ لَهَا وَلِلْأَرْضِ اِئْتِيَا طَوْعًا أَوْ كَرْهًا قَالَتَا أَتَيْنَا طَائِعِينَ (فصلت)

## نظرية الانسحاق الشديد
(يَوْمَ نَطْوِي السَّمَاء كَطَيِّ السِّجِلِّ لِلْكُتُبِ كَمَا بَدَأْنَا أَوَّلَ خَلْقٍ نُّعِيدُهُ وَعْدًا عَلَيْنَا إِنَّا كُنَّا فَاعِلِين) الأنبياء-104
ويوضح الأحمدييون أيضا أن هذه الآيات نزلت قبل 1400 سنة، أي قبل أن تبلغ البشرية أي سوية معرفية علمية. بالإضافة إلى ذلك فإن العلوم الحديثة قد أظهرت مؤخرا أدلة عن الكون تتوافق مع هذه الآيات، وهذا يشير إلى أن هذه الآيات أنزلها الله الذي خلق الكون.

## مراحل الخلق الستة
بالإضافة إلى ذلك، فإن الأحمديين يذكرون بعض آيات القرآن التي ورد فيها ستة مراحل للخلق ويقدمونها كدلالة على النظرية القائلة بأن نشأة الكون كانت قبل قرابة 13 بليون سنة. ووفقا لوجهة النظر الأحمدية فإنه ليس للمرحلة الواحدة زمن محدد وقد يكون زمنها من يوم واحد إلى بلايين السنين.

وَلَقَدْ خَلَقْنَا السَّمَاوَاتِ وَالأَرْضَ وَمَا بَيْنَهُمَا فِي سِتَّةِ أَيَّامٍ وَمَا مَسَّنَا مِن لُّغُوبٍ (سورة ق: 38)
ووفقا لوجهة النظر الأحمدية فإن الكون مرّ من مرحلة لأخرى حتى اتخذت الأرض شكلا وطورت خصائص لدعم الحياة البشرية.

## الحياة خارج الأرض
يعتقد الأحمديون عموما أن الحياة ليست مقتصرة على كوكب الأرض، وأن احتمالية وجود حياة تطورت على كواكب أخرى ثابتة بوضوح من السورة الأولى في القرآن التي تذكر تعددية العوالم:

الْحَمْدُ لِلَّهِ رَبِّ الْعَالَمِينَ (الفاتحة 1)
والآية التالية تعزز هذا التفسير:
وَمِنْ آيَاتِهِ خَلْقُ السَّمَاوَاتِ وَالأَرْضِ وَمَا بَثَّ فِيهِمَا مِن دَابَّةٍ وَهُوَ عَلَى جَمْعِهِمْ إِذَا يَشَاءُ قَدِيرٌ (الشورى29)

ويعتقد الأحمديون أن أي كوكب يوجد فيه مفتاح الحياة –أي الماء- يمكن أن يحتضن الحياة، لأن الله قد جعل من الماء كل شيء حي:

أَوَلَمْ يَرَ الَّذِينَ كَفَرُوا أَنَّ السَّمَاوَاتِ وَالأَرْضَ كَانَتَا رَتْقًا فَفَتَقْنَاهُمَا وَجَعَلْنَا مِنَ الْمَاء كُلَّ شَيْءٍ حَيٍّ أَفَلا يُؤْمِنُونَ (الأنبياء: 30)
---